# فوتبال ساحلی

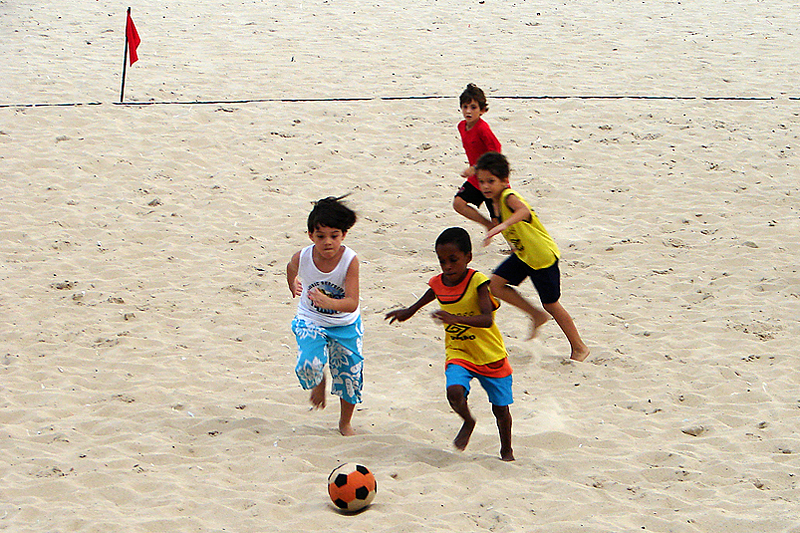
کودکان برزیلی در حال بازی فوتبال در ساحل ایپانما، ریو دوژانیرو، ۲۲ فوریه ۲۰۰۶

فوتبال ساحلی یکی از انواع ورزش فوتبال است که در ساحل یا بر زمینی پوشیده از ماسه برگزار می‌شود. البته انجام بازی فوتبال در ساحل سابقه طولانی دارد اما برگزاری مسابقات رسمی و تدوین قوانینی برای این رشته ورزشی به سال ۱۹۸۲ و بنیان‌گذاری نهادی به نام فوتبال ساحلی جهانی در این سال بازمی‌گردد.

## پیشینه

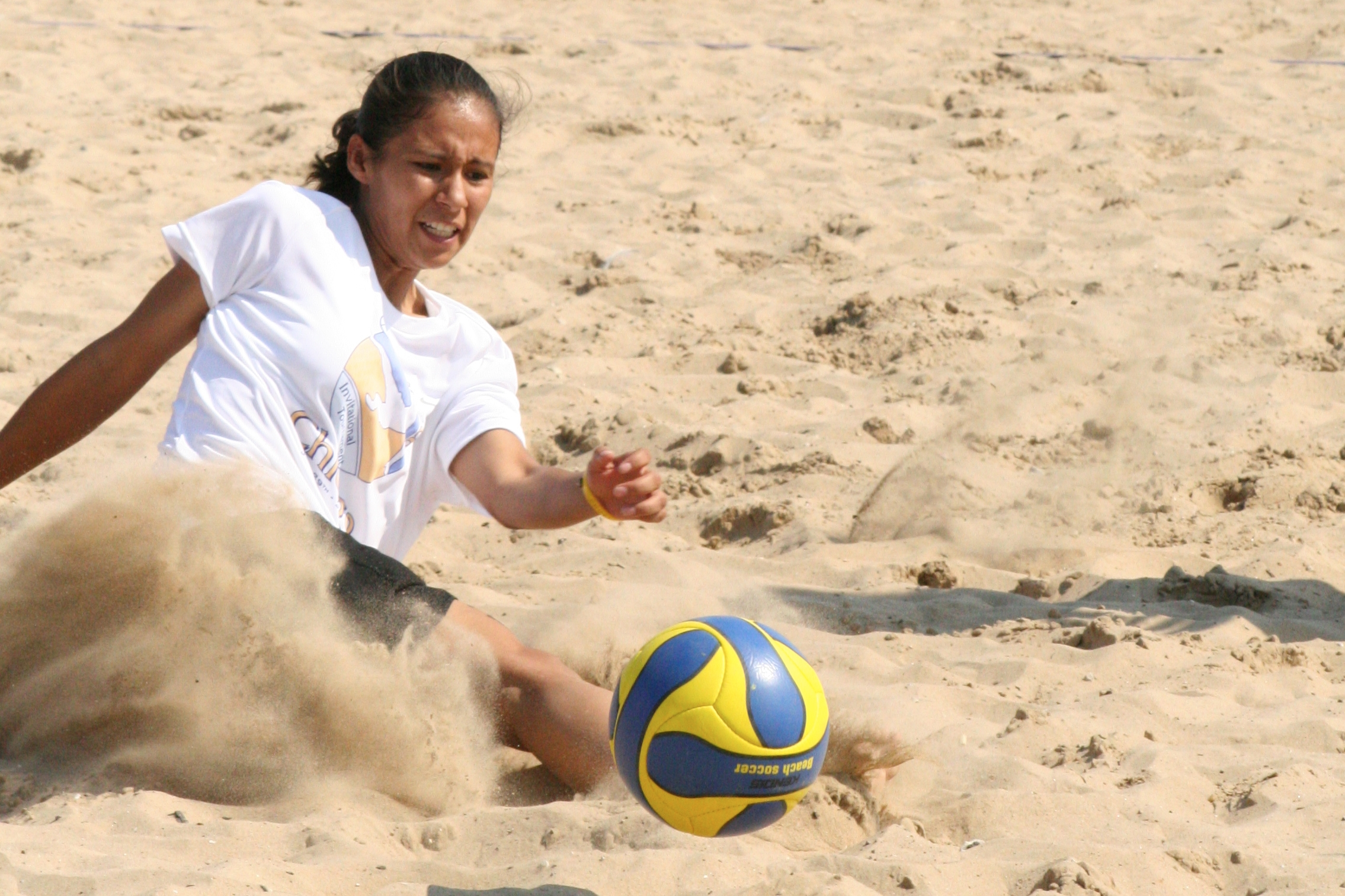
مسابقه فوتبال ساحلی در شیکاگو، آمریکا، ۲۰۰۶

نخستین مسابقات آزمایشی با مقررات فوتبال ساحلی جهانی در میامی، فلوریدا، آمریکا برگزار شد و اولین رقابت‌های حرفه‌ای فوتبال ساحلی نیز در سال ۱۹۹۳ با حضور تیم‌هایی از ایالات متحده آمریکا، برزیل، آرژانتین و ایتالیا در لس آنجلس برگزار شد.
این ورزش به سرعت در برزیل و به‌ویژه ریو دوژانیرو محبوبیت یافت و حضور ستارگان فوتبال جهان همچون اریک کانتونا فرانسوی، خولیو سالیناس اسپانیائی و روماریو، زیکو و جونیور برزیلی سهم به‌سزایی در افزایش پوشش رسانه‌ای این ورزش داشته، به‌طوری‌که مسابقات فوتبال ساحلی در ۱۷۰ کشور دنیا پخش تلویزیونی شده و این رشته نوپا یکی از سریع‌ترین رقم‌های رشد را در میان ورزش‌های حرفه‌ای داراست.

## مقررات
مسابقات فوتبال ساحلی با ۵ بازیکن (یک دروازه‌بان) و توپ فوتبال در ۳ وقت ۱۲ دقیقه‌ای برگزار می‌شود. تعداد تعویض‌ها نامحدود است و مساوی وجود ندارد. به این ترتیب در صورت مساوی در پایان مسابقه، ۱ وقت اضافه ۳ دقیقه‌ای برگزار می‌شود و پس از آن ضربات پنالتی تکلیف برنده را مشخص خواهد کرد.
در صورتی که یکی از تیم‌ها در وقت معمول بازی برنده شود، ۳ امتیاز، اگر در وقت اضافه برنده شود تنها ۲ امتیاز و اگر در پنالتی برنده شود ۱ امتیاز می‌گیرد.
برخلاف فوتبال که برنده در پایان ۵ پنالتی مشخص می‌شود، در فوتبال ساحلی هر تیمی که در پایان یک ضربه از حریف جلو بیفتد برنده است؛ که البته در مسابقاتی که در امارات در نوامبر ۲۰۱۳برگزار شد برنده پس از سه ضربه پنالتی مشخص می‌شد. از جام جهانی ۲۰۲۱ روسیه مانند فوتبال هر تیم زننده ۵ ضربه پنالتی است.

### خطا
هر خطا با یک ضربهٔ آزاد به سمت دروازه جریمه می‌شود که باید توسط بازیکنی که بر روی او خطا شده زده شود (مشابه بسکتبال)، به جز خطایِ هندِ رقیب که هر بازیکنی می‌تواند ضربه را بزند.
در صورت دریافت کارت قرمز بازیکن خطاکار به‌کلی از زمین اخراج شده و پس از دو دقیقه هم حق ورود به زمین را ندارد، اما بازیکن دیگری می‌تواند پس از دو دقیقه جایگزین او شود (مشابه کارت قرمز در فوتسال).

### زمین
پوشش کف زمین منحصراً از ماسه کنار ساحل است و بایستی خالی از ریگ، صدف و هر نخاله دیگری باشد. زمین شکل مستطیل دارد، طول آن بین ۳۵ تا ۳۷ متر و عرض آن ۲۶ تا ۲۸ متر است. خط محوطه جریمه نیز به فاصله ۹ متر از دروازه قرار دارد.

### علامتگذاری زمین مسابقه
زمین مسابقه با خطوط مشخص می‌شوند. این خطوط مرز محوطه‌ها را مشخص می‌کند. دو خط طولی بلندتر را تاچ لاین و دو خطوط کوتاهتر را خطوط انتهایی می‌نامند. عرض تمام خطوط باید ۱۰ سانتی‌متر بوده و از جنس مقاوم به رنگ آبی باشد که از رنگ ماسه‌ها متمایز باشد.
این خطوط در گوشه‌های زمین توسط رابط‌هایی به زمین محکم می‌شوند و در درون دروازه توسط حلقه‌های پلاستیکی به تیرهای دروازه وصل می‌شوند. زمین مسابقه توسط یک خط فرضی بدو نیمه مساوی تقسیم می‌شوند که خط میانی توسط دو پرچم قرمز مشخص شده‌است. مرکز این خط فرضی جایی است که مسابقه از آنجا شروع می‌شود.